# 托爾格洛湖

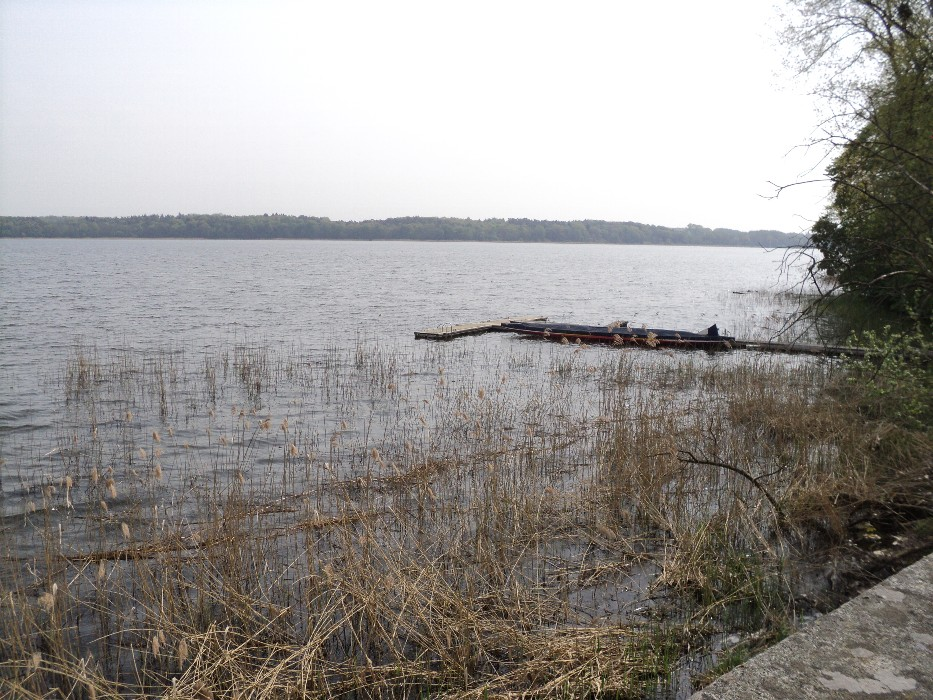

53°33′47.35″N 12°47′12.17″E / 53.5631528°N 12.7867139°E
托爾格洛湖（德語：Torgelower See），是德國的湖泊，位於該國東北部梅克倫堡-前波美拉尼亞州，由梅克倫堡湖區郡負責管轄，長3.1公里、寬1.6公里，面積3.6平方公里，海拔高度39米，最大水深8米。